# Halcurias sudanensis
Espèce
Halcurias sudanensis est une espèce de la famille des Halcuriidae.

## Systématique
Le nom valide complet (avec auteur) de ce taxon est Halcurias sudanensis Riemann-Zürneck (d), 1983.

## Publication originale
- (en) K. Riemann-Zürneck, 1983, « Halcurias sudanensis n. sp. aus dem Tiefwasser-Benthos des Roten Meeres (Actiniaria:Halcuriidae) », Senckenbergiana Biologica, vol. 63, n. 5-6, p. 427-434.